# Ulrich II (Saint-Gall)
Pour les articles homonymes, voir Ulrich II.
Ulrich II († 9 décembre 1076) fut abbé de l'abbaye de Saint-Gall de 1072 à 1076.

## Vie
Son prédécesseur, l’abbé Nortpert a nommé Ulrich abbé lors de sa démission en 1072. La vie d'Ulrich avant son entrée en fonction en tant qu'abbé n'est pas connue.

## Liens
- (de) Ulrich auf der Website des Stiftsarchivs St. Gallen